# 6746 Цаґар
6746 Цаґар (6746 Zagar) — астероїд головного поясу, відкритий 9 липня 1994 року.
Тіссеранів параметр щодо Юпітера — 3,362.
Названо за іменем персонажа італійських коміксів